# Mendon (Vermont)
Mendon és una població dels Estats Units a l'estat de Vermont. Segons el cens del 2000 tenia 1.028 habitants.

## Demografia
Segons el cens del 2000, Mendon tenia 1.028 habitants, 410 habitatges, i 296 famílies. La densitat de població era de 10,4 habitants per km².
Dels 410 habitatges en un 31,2% hi vivien nens de menys de 18 anys, en un 62,2% hi vivien parelles casades, en un 7,3% dones solteres, i en un 27,6% no eren unitats familiars. En el 19% dels habitatges hi vivien persones soles el 6,1% de les quals corresponia a persones de 65 anys o més que vivien soles. El nombre mitjà de persones vivint en cada habitatge era de 2,49 i el nombre mitjà de persones que vivien en cada família era de 2,83.
Per edats la població es repartia de la següent manera: un 23,2% tenia menys de 18 anys, un 5,5% entre 18 i 24, un 28,7% entre 25 i 44, un 28,8% de 45 a 60 i un 13,7% 65 anys o més.
L'edat mediana era de 42 anys. Per cada 100 dones de 18 o més anys hi havia 111 homes.
La renda mediana per habitatge era de 53.125 $ i la renda mediana per família de 61.250 $. Els homes tenien una renda mediana de 39.375 $ mentre que les dones 30.592 $. La renda per capita de la població era de 26.206 $. Entorn del 2,3% de les famílies i el 4,7% de la població estaven per davall del llindar de pobresa.